# سیارک ۲۳۳۹۴۳
سیارک ۲۳۳۹۴۳ (به انگلیسی: 233943 Falera، نامگذاری:2009WU24)۲۳۳۹۴۳مین سیارک کشف شده‌است که در ۲۱ نوامبر ۲۰۰۹ کشف شد.